# Guilherme
Guilherme is de Portugese variant van de jongensnaam Willem.

## Bekende naamdragers
- Guilherme Afonso, Zwitsers voetballer
- Guilherme Alvim Marinato, Braziliaans voetballer
- Guilherme dos Santos Torres, Braziliaans voetballer
- Guilherme Guido,  Braziliaans zwemmer
- Guilherme Paraense,  Braziliaans olympisch schutter
- Guilherme Posser da Costa, politicus uit Sao Tomé en Principe